# Hyundai Libero
Il Libero è un veicolo commerciale leggero prodotto dalla casa automobilistica coreana Hyundai Motor Company dal 2000 al 2007. Sul mercato europeo è stato commercializzato come Hyundai H-1 Pick Up mentre in Giappone è stato venduto come Hyundai SRX.

## Il contesto
Il modello deriva dal furgone Hyundai H-1 prima serie dal quale si differenzia per il telaio modificato per adottare la trazione posteriore. Tutti gli organi meccanici e l'estetica del frontale invece sono uguali al modello furgonato. Il Libero è stato il primo camioncino leggero della Hyundai ad adottare il motore in posizione anteriore dotato del cofano frontale specifico abbandonando lo schema a motore posto al di sotto della cabina di guida che era presente sul precedente Hyundai H100. Il motore anteriore oltre a incrementare la sicurezza per i passeggeri in caso di incidente permetteva la progettazione di un abitacolo molto più spazioso e comodo soprattutto per la zona guidatore e passeggero anteriore.
Lo schema costruttivo prevedeva una cabina di guida anteriore ed un telaio a longheroni al posteriore; su quest'ultima parte può essere applicato alternativamente un cassone scoperto (per una trasformazione in pick-up) o un vano di carico chiuso di forma cubica (trasformazione furgone) che presenta una capacità superiore rispetto l'H1 Cargo. Il Libero presenta le ruote posteriori gemellate con sospensioni a balestra longitudinale ed assale torcente mentre all'avantreno adotta il classico schema a ruote indipendenti MacPherson. Gli interni e la plancia sono ripresi dall'H-1. Altre differenze minori sono concentrate nel frontale che adotta un'ampia calandra.
Proposto in due motorizzazioni di cui una benzina da 3,0 litri con 6 cilindri a V capace di funzionare anche alimentato a GPL e un turbodiesel 2.5 da 82 cavalli che permetteva percorrenze intorno ai 10 km/l nel ciclo combinato e prestazioni solo modeste. In seguito la potenza del motore 2.5 venne incrementata fino a 99 cavalli. Il motore 3.0 V6 era un'unità derivata dalla medesima motorizzazione che equipaggiava le grandi berline della Hyundai come i modelli Dynasty e Sonica.